# Laddie (film 1914)
Laddie è un cortometraggio muto del 1914 scritto e diretto da George Lessey.

## Produzione
Il film fu prodotto dalla Edison Company.

## Distribuzione
Distribuito dalla General Film Company, il film - un cortometraggio in due bobine - uscì nelle sale cinematografiche degli Stati Uniti il 24 luglio 1914.